# Vendsysselbanen
Vendsysselbanen er en dansk jernbanestrækning gennem Vendsyssel mellem Aalborg og Frederikshavn over Hjørring. Banen blev indviet 15. august 1871 og gik oprindeligt fra Nørresundby Station til Frederikshavn Station. Senere kom der forbindelse til Aalborg Station via Jernbanebroen over Limfjorden, som blev åbnet for trafik 8. januar 1879.

## Historie
24. april 1868 blev det ved lov bestemt, at der skulle anlægges en jernbane fra Nørresundby til Frederikshavn. To linjeføringer blev diskuteret: en gennem Hammer Bakker, Allerup Bakker og det kuperede terræn sydvest for Frederikshavn, og en gennem det flade terræn i det vestlige Vendsyssel over Hjørring. Den 84 km lange strækning over Hjørring blev vedtaget.
Budgettet for baneanlægget var på 4 mio. kr. ekskl. ekspropriation og rullende materiel. 4 mio. kr. var også hvad et engelsk entreprenørfirma krævede for arbejdet, men i stedet gik licitationen til et dansk konsortium, dannet af baron G.A. Gedalia, kammerråd E.C. Møller og overindendant C.F. Svendsen, der kom med et tilbud på 3,6 mio. kr. Ledende ingeniør var ingeniørkaptajn N.A. Brummer.
Banen blev indviet festligt 15. august 1871 med Kong Christian 9.'s deltagelse.
Siden oktober 2018 bruges ERTMS signalsystemet mellem Lindholm og Frederikshavn.

## Standsningssteder
- Aalborg station (Ab) – forbindelse med Randers-Aalborg Jernbane samt Aalborg Privatbaners tog til Hadsund, Hvalpsund, Fjerritslev og Frederikshavn (via Sæby).
- Aalborg Vestby station, oprettet 2003 som del af DSB's nye koncept Aalborg Nærbane.
- Nørresundby station (Ns), passagerstation indtil 1972 og nedlagt 27. maj 1979. Mellem Limfjordsbroen og stationen grenede Aalborg Privatbaners strækning til Frederikshavn fra, og efter stationen grenede strækningen til Fjerritslev fra.
- Lindholm station (Lih), åbnet 14. december 2002 på Nørresundby Stations spor, men med perroner 100 m længere mod nord – og endestation på Aalborg Nærbane.
- Hvorupgård station (Hvg), nedlagt.
- Sulsted station (Su), nedlagt i 1972, men stadig krydsningsstation.
- Tylstrup station (Ty), nedlagt.
- Brønderslev station (Bl).
- Em billetsalgssted (Em), nedlagt.
- Vrå station (Vr).
- Gunderup trinbræt (Gut), nedlagt.
- Hæstrup station (Æs), nedlagt.
- Hjørring station (Hj) – forbindelse med Hjørring Privatbaner, hvoraf kun Hirtshalsbanen er tilbage.
- Hjørring Øst Station (Hjø), åbnet 8. marts 2021.[3]
- Sønderskov station (Søk), nedlagt.
- Sindal station (Sa).
- Tolne station (To).
- Kvissel station (Kv).
- Elling trinbræt (Elt) 1929-55.
- Frederikshavn station (Fh) – forbindelse med Skagensbanen og Frederikshavn Havnebane.

## Trafikken
Banen betjenes af Nordjyske Jernbaner siden 6. august 2017. Før da var var den betjent af DSB med nogle enkelte undtagelser, som gjorde, at Nordjyske Jernbaner efter en sammenslutning i juni 2008 fik lov til at køre på strækningen 1-2 gange i døgnet mellem Hjørring og Frederikshavn.

## Strækninger hvor nedlagt banetracé er bevaret
Frederikshavn Station og Vendsysselbanens indføring i byen blev flyttet i 1979. Den oprindelige station lå 3–400 m vest for den nuværende, hvor Rådhus Alle og Parallelvej ligger nu. Banens indføring til byen var også en anden end den nuværende: øst for Flade Engvej fortsatte banen ad Vendsysselvej og Skagensvej, som altså er anlagt på det tidligere banetracé. Markedsvej og Gartnerstien mellem Vestergade og Asylgade er også en rest af dette tracé.
- Wikimedia Commons har flere filer relateret til Nedlagt banetracé på Vendsysselbanen